# Hasegawa Chikuyō
Hasegawa Chikuyō ( 長谷川 竹葉 , fl. 1876–1889  ), également connu sous le nom d'artiste Suiken Chikuyō ( 翠軒 竹葉  ), était un dessinateur d'estampes japonaises ukiyo-e . 

Les dates de naissance et de décès de Hasegawa sont inconnues. Il était actif au début de l'Ère Meiji, alors que le Japon s'occidentalisait et se modernisait rapidement. De nombreuses œuvres de Hasegawa, comme celles de contemporains tels que Hiroshige III, Kiyochika et Kuniteru, documentent cette période de changements. Les sujets abordés par Hasegawa comprennent l'architecture moderne d'influence occidentale et les scènes de rue. 

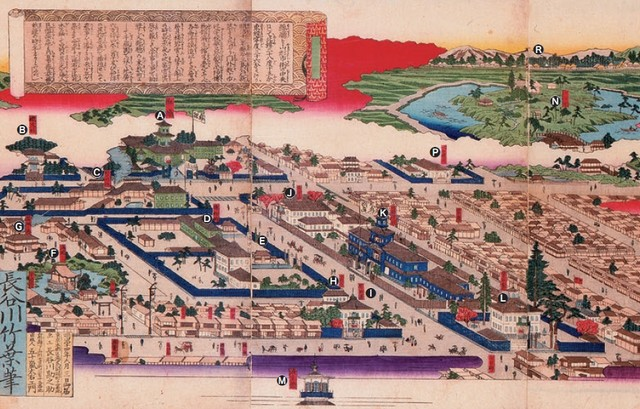
Nouveaux bâtiments dans la préfecture de Yamagata, 1881
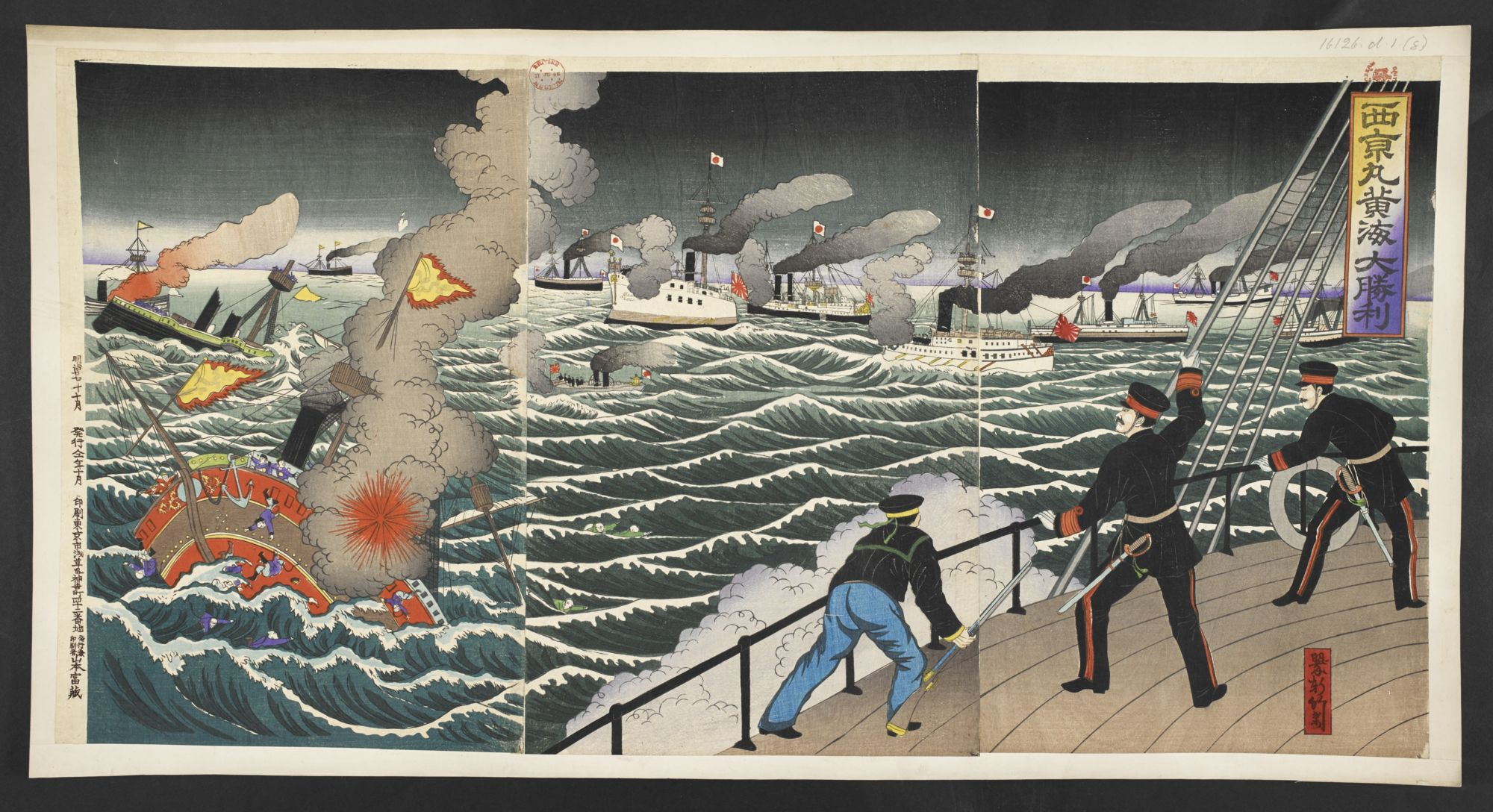
Le navire de guerre japonais Saikyō-maru à la bataille de la rivière Yalu, 1894